# Małków-Kolonia
Małków-Kolonia – wieś w Polsce położona w województwie lubelskim, w powiecie hrubieszowskim, w gminie Mircze.
W latach 1975–1998 miejscowość administracyjnie należała do województwa zamojskiego. 
Wieś stanowi sołectwo gminy Mircze. Według Narodowego Spisu Powszechnego (III 2011 r.) liczyła 192 mieszkańców i była siedemnastą co do wielkości miejscowością gminy.
Wierni Kościoła rzymskokatolickiego należą do parafii Narodzenia Najświętszej Maryi Panny w Kryłowie.
Na terenie wsi znajduje się nieczynny cmentarz prawosławny.